# Остання трапеза
Оста́ння тра́пеза (остання страва, англ. last meal) — особлива їжа, яку отримує засуджений до страти незадовго до виконання вироку. Меню останньої трапези зазвичай складається на замовлення засудженого (у розумних межах). Право на останню трапезу традиційно мають засуджені у більшості штатів США, які практикують смертну кару. Винятком є штат Техас, в якому останню трапезу було скасовано у 2011 році, після того, як засуджений Лоуренс Рассел Брюер, зробивши дуже велике замовлення, навіть не торкнувся їжі. Також штат Меріленд не передбачав останньої трапези для засуджених, а в 2013 році в цьому штаті страту було скасовано.
У багатьох штатах США, щоб уникнути необхідності виконувати надто екзотичні прохання засуджених, існують певні обмеження. Алкоголь здебільшого з кінця 1990-х років не допускається. У Флориді всі продукти мають бути придбані у місцевих магазинах, а їхня загальна вартість не повинна перевищувати 40 доларів. У штаті Луїзіана вартість замовлення не має перевищувати 15 доларів.

## Приклади останніх трапез
- Саддам Хусейн: курка з рисом, гаряча вода та мед.
- Тед Банді: відмовився. Все одно отримав стейк, варені яйця, оладки з маслом, каву з молоком та сік. Але так і не торкнувся їжі.
- Адольф Айхман: пляшка сухого вина.
- Ейлін Ворнос: відмовилася зробити замовлення і попросила тільки чашку кави.
- Джон Гейсі: креветки у фритюрі, упаковку курячих крилець з KFC, картопля фрі та фунт полуниці (450 грамів).
- Тімоті Маквей: м'ятне морозиво з шоколадною крихтою.